# Adriana Arboleda
Adriana Arboleda (sinh năm 1978) là một người mẫu Colombia và là người dẫn chương trình.

## Sự nghiệp
Ở tuổi 15, Adriana bắt đầu sự nghiệp của mình trong việc làm người mẫu và chiến thắng trong cuộc thi năm 1995. Năm 1996, cô được bổ nhiệm vào Look of the Year và cô đã ở trên bìa tạp chí của Vanity và Cosmopolitan.
Năm 2001, Adriana cũng mạo hiểm tham gia diễn xuất với hit Colombia telenovela Yo soy Betty, la fea.
Vào năm 2003, cô xuất hiện với vai trò là người dẫn chương trình của một loạt các chương trình giải trí trong CM & newscast, cô cũng đã xuất hiện trên các chương trình như Panorama, American Blind và QAP News. 
Với việc phát hành tin tức Marulanda, Arboleda dẫn đầu phần giải trí phát hành, cùng với Ivan Lalinde, cô tiếp tục cho thấy vai trò của mình trong việc phát thanh vào lúc 19:00, bên cạnh người mẫu, Catalina Gomez. Sau đó là sự xuất hiện của cô với chương trình Discovery Channel và Health Channel của Ursula Varges, Habitat.
Vào ngày 7 tháng 7 năm 2007, Adriana giới thiệu chuyên gia về âm nhạc của đài W (Colombia), Manolo Bellon, chương trình truyền hình cho Colombia's Live Earth.

## Đời tư
Ở tuổi 19, Arboleda đã kết hôn với một diễn viên và ca sĩ, Alejandro Martinez, người đã ly dị với cô bốn năm sau đó. Năm 2009, cô kết hôn với một doanh nhân có tên là Harold Eder.